# Ед Мілібенд
Е́двард Се́мюел Мі́лібенд (англ. Edward Samuel Miliband; нар. 24 грудня 1969, Лондон) — британський політик, лідер парламентської опозиції Великої Британії з 2010 по 2015, з 2005 року член Палати громад британського парламенту; у 2007–2010 роках міністр енергетики і кліматичних змін Сполученого Королівства в уряді Гордона Брауна.

## Біографія
Народився у родині єврейських емігрантів із Польщі, Ральфа Мілабенда і Маріон Козак. Є молодшим братом Девіда Мілібенда, колишнього міністра закордонних справ Великої Британії. У коледжі Корпус-Крісті в Оксфорді вивчав філософію, політологію і економіку, пізніше отримав ступінь магістра економіки в Лондонській школі економіки. Спочатку почав працювати тележурналістом, але пізніше зацікавився політикою, став помічником депутата парламенту Гаррієт Гарман. У 1999 році став помічником Гордона Брауна, у той час тіньового керівника казначейства. Після перемоги Брауна у 1997 році, Мілібенд залишився працювати помічником і радником Брауна з економічних питань.
У 2005 році Мілібенд залишив свою посаду в уряді і балотувався на виборах у Палату громад. У тому ж році його обрали депутатом парламенту. Наступного року Еда Мілібенда обрали парламентським секретарем кабінету міністрів. У 2007 році Гордон Браун став головою уряду і посприяв призначенню Мілібенда міністром кабінету міністрів, відповідальним за графство Ланкастер. У 2008 році було сформоване нове міністерство енергетики і кліматичних змін і Мілібенда призначили головою цього міністерства. На посаді міністра перебував до зміни уряду після виборів у 2010 році та поразки лейбористів.
У 2010 році взяв участь у виборах нового голови Лейбористської партії і в четвертому турі переміг свого брата Девіда Мілібенда. 25 вересня 2010 року був обраний новим головою партії і лідером парламентської опозиції. Він залишив посаду лідера Лейбористської партії у травні 2015, після програшу лейбористів консерваторам на загальних виборах.